# Amphioplus laevis
Amphioplus laevis är en ormstjärneart som först beskrevs av George Richard Lyman 1874.  Amphioplus laevis ingår i släktet Amphioplus och familjen trådormstjärnor. Inga underarter finns listade i Catalogue of Life.